# Stjepan Hadrović
Stjepan Hadrović (Vrhovac, 24. prosinca 1863. – Sarajevo, 6. listopada 1934.) bio je hrvatski katolički svećenik, skladatelj, orguljaš i zborovođa.

## Životopis
Rođen je 24. prosinca 1863. godine u Vrhovcu kraj Ozlja u obitelji Janka i Marije rođ. Dvorak. U Zagrebu je od 1880. do 1881. pohađao glazbenu školu gdje je učio glasovir i teoriju. Nadbiskupski licej pohađao je od 1882. do 1884. godine. Diplomirao je na Bogoslovnom fakultetu te je zaređen za svećenika 1888. godine.
Službovao je zatim jednu godinu kao kapelan u župi sv. Marije pod Okićem. Na poziv nadbiskupa Josipa Stadlera odlazi 1891. godine u Sarajevo na mjesto orguljaša i dirigenta crkvenog zbora u sarajevskoj katedrali. Na tom mjestu ostaje do 1914. godine.
Od 1893. godine bio je nadbiskupov tajnik, a od 1894. imenovan je vrhbosanskim kanonikom. Od 1904. generalni je vikar vrhbosanske nadbiskupije, od 1907. apostolski protonotar te od 1923. prepozit Kaptola. Službovao je i kao arhiđakon prvostolne crkve te predsjednik dijecezanskog suda. Radio je i kao vjeroučitelj u Zavodu sv. Vinka te kao ravnatelj Zavoda kćeri Božje ljubavi.
Umro je u Sarajevu 6. listopada 1934. godine. Sahranjen je u svećeničkoj grobnici na groblju sv. Josipa u Sarajevu.

## Crkvena glazba
Crkvenom glazbom počeo se baviti još u sjemeništu. Od 1882. do 1885. bio je zborovođa Glazbenog pjevačkog društva sjemeništaraca »Vijenac«. Promicao je izvorno gregorijansko pjevanje te je predavao liturgijsko pjevanje. Osnovao je zbor koralista u sarajevskoj bogosloviji.
Kao autor pjesmarice Hosanna smatra ga se prvim pobornikom cecilijanskog pokreta u Hrvatskoj.

## Djela
- „Ave Maria” (Sarajevo, 1902.)
- „Osnovi matematičkoga i fizikalnoga zemljopisa” (Sarajevo, 1902)
- „Zemljopis Bosne i Hercegovine” (Sarajevo, 1902.)
- „Crkvena pjesmarica Hosanna” (Zagreb, 1911.)
- „Kratka povjest glazbe” (Zagreb, 1911.)
- „Pratnja orgulja k crkvenoj pjesmarici Hosanna” (1–2; Zagreb, 1911.–1913.)
- „Kratki pregled povijesti Crne Gore” (Sarajevo, 1917.)
- „Kratka pouka o sakramentu ženidbe” (Sarajevo, 1924.)
- „Pouka o molitvi” (Sarajevo, 1925.)
- „Pouka o redovništvu” (Sarajevo, 1925.)

### Članci
- Jurišić, Pavo. 2019. Nadbiskup Stadler i Stolni kaptol vrhbosanski. Vrhbosnensia. Univerzitet u Sarajevu – Katolički bogoslovni fakultet. Sarajevo. 23 (1): 27–62
- Pintar, Marijana. 2002. Hadrović, Stjepan. Hrvatski biografski leksikon. Zagreb.  journal zahtijeva |journal= (pomoć)